# Badacsonytomaj
Badacsonytomaj [badačoňtomaj] je město a letovisko v Maďarsku v župě Veszprém, spadající pod okres Tapolca. Leží u severozápadního břehu Balatonu pod horou Badacsony a spadá do vinařského regionu Badacsony. Nachází se asi 47 km jihozápadně od Veszprému. Žije zde přibližně 2 100 obyvatel. Podle údajů z roku 2011 jich tvoří 87,3 % Maďaři a 1,8 % Němci.
Nejbližšími městy jsou Keszthely a Tapolca. Blízko jsou též obce Ábrahámhegy, Badacsonytördemic, Káptalantóti a Nemesgulács.